# Spyker (slott)

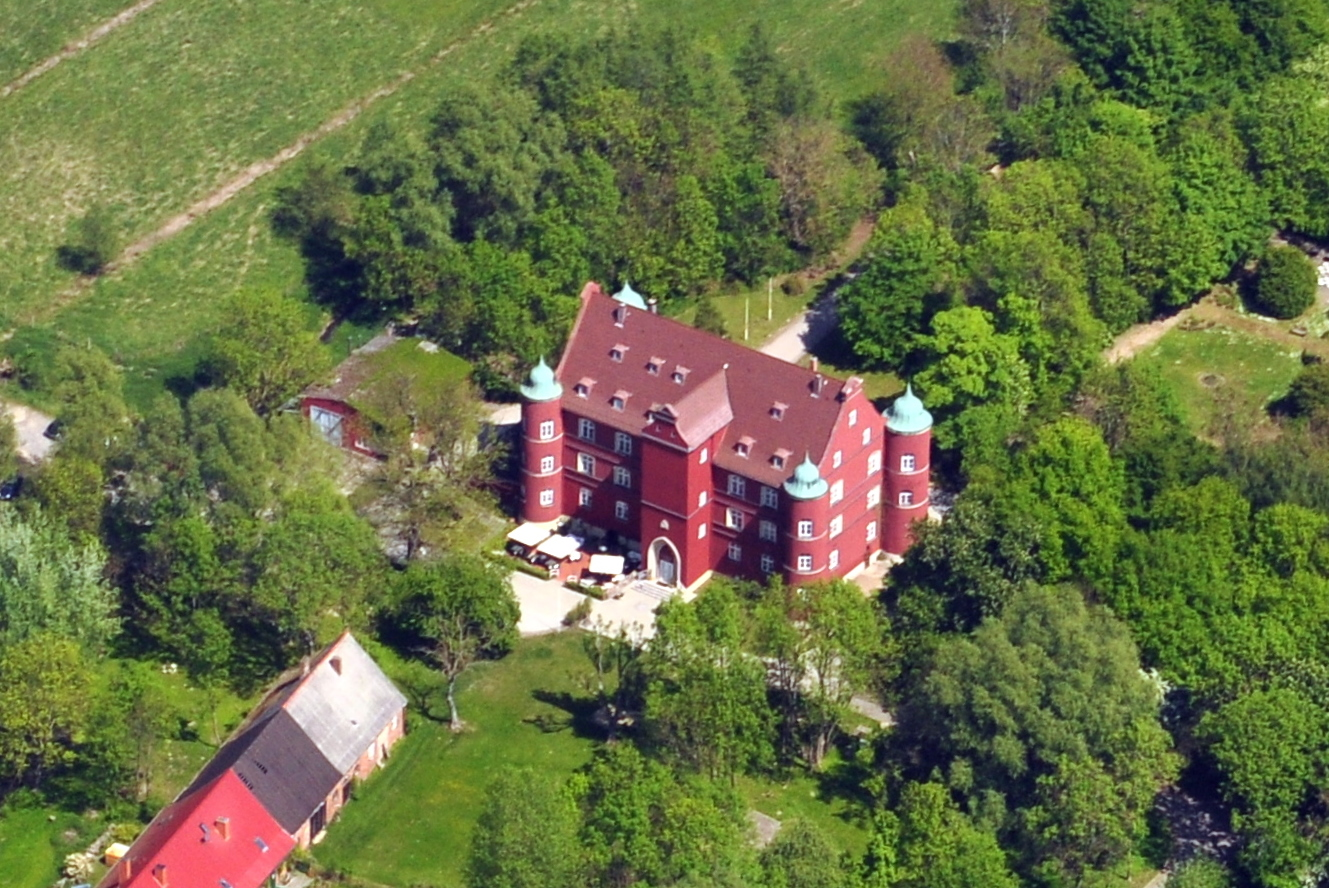
Spyker från luften, 2011.

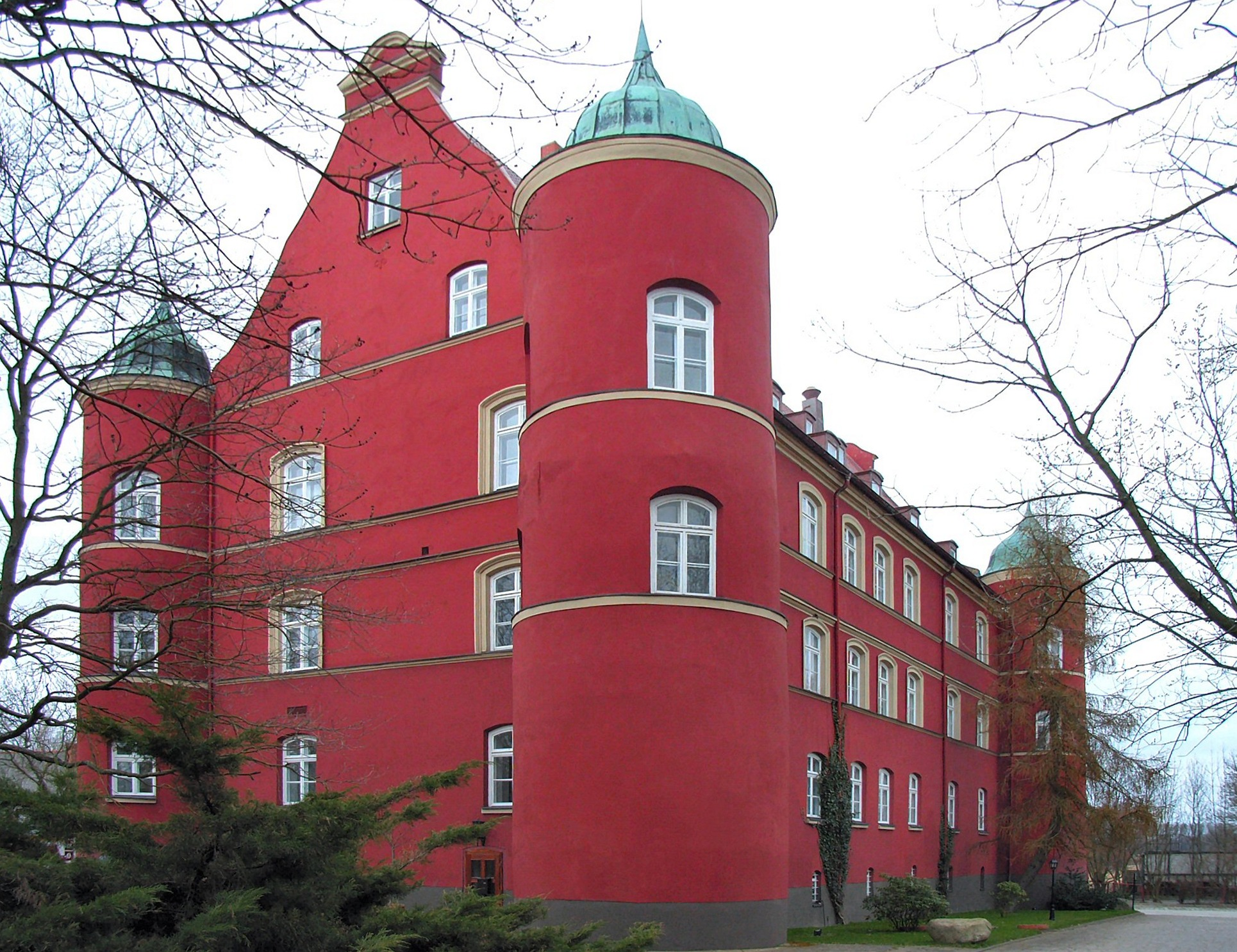
Spyker i april 2006.

Spyker (eller Spycker) är ett slott i Landkreis Vorpommern-Rügen i tyska delstaten Mecklenburg-Vorpommern. Slottet ligger på ön Rügen och räknas som öns äldsta profana byggnad. År 1676 avled Carl Gustav Wrangel på slottet. Idag är slottet ombyggt till hotell.

## Historik
Spyker nämns först gången 1318. Som resultat av Westfaliska freden 1648 föll Rügen och slottet i svenska händer. Som tack för utförda tjänster i trettioåriga kriget fick Carl Gustav Wrangel 1649 slottet i förläning av drottning Kristina. Han lät bygga om slottet till dagens rennässansstill. Även dagens, för trakten otypiska färgsättning, med faluröda fasader är Wrangels verk. På Spyker avled Wrangel den 25 juni 1676, då ärvdes slottet av dottern Eleonore-Sophia. Efter hennes död 1687 kom slottet i familjen Brahes ägo. År 1817 sålde Magnus Fredrik Brahe egendomen till Wilhelm Putbus. 
Efter andra världskriget förlorade familjen Putbus Schloss Spyker och byggnaden förföll. Från 1960-talet och fram till år 1989 inhyste Spyker ett hälsohem för DDR:s fackföreningsorganisation Freier Deutscher Gewerkschaftsbund. Sedan 1990 nyttjades slottet som hotell och 1995 skedde en genomgripande restauration efter historiska förlagor.